# Cesseins
Cesseins est une ancienne commune française du département de l'Ain. En 1974, la commune fusionne avec Amareins et Francheleins sous la commune d'Amareins-Francheleins-Cesseins qui deviendra Francheleins en 1998.

## Histoire
Paroisse (Apud Cicensem, ecclesia de Sichens, de Sicenes, Sycen, Cisens, Sicens) sous le vocable de l'Assomption. Cesseins apparaît dès le Xe siècle. En 1116, son église fut confirmée à l'abbaye de la Chaise-Dieu par Gauceran, archevêques de Lyon. L’archevêque Humbaud, mort en 1128, en fit l'acquisition vers 1125. Ses successeurs en conservèrent le patronage jusqu'au XVIIe siècle, qu'il passa d'abord à l'abbé, puis au chapitre de Belleville.
Au XVe siècle existait à Cesseins un petit prieuré (prieuré de Cesseins). Jean Namy en était prieur en 1437.
Le chapitre de Saint-Paul possédait dans la paroisse des droits qu'il avait acquis, en 1293, de Jossérand de Francheleins et de Guillaume de Francheleins. L'église de Cesseins fut utilisée comme magasin à fourrage.
En 1974, la commune fusionne avec Amareins et Francheleins sous la commune d'Amareins-Francheleins-Cesseins. La commune obtient le statut de commune associée jusqu'en 1983 où la fusion-association des trois communes est transformée en fusion simple. La référence à Cesseins disparaît en 1998 où la commune prend le nom de Francheleins.

## Démographie
| 1793 | 1800 | 1806 | 1821 | 1831 | 1836 | 1841 | 1846 | 1851 |
| ---- | ---- | ---- | ---- | ---- | ---- | ---- | ---- | ---- |
| 145  | 120  | 160  | 137  | 190  | 202  | 191  | 198  | 216  |

| 1856 | 1861 | 1866 | 1872 | 1876 | 1881 | 1886 | 1891 | 1896 |
| ---- | ---- | ---- | ---- | ---- | ---- | ---- | ---- | ---- |
| 211  | 217  | 213  | 191  | 199  | 187  | 199  | 223  | 194  |

| 1901 | 1906 | 1911 | 1921 | 1926 | 1931 | 1936 | 1946 | 1954 |
| ---- | ---- | ---- | ---- | ---- | ---- | ---- | ---- | ---- |
| 176  | 172  | 175  | 122  | 116  | 109  | 100  | 113  | 122  |

| 1962 | 1968 | - | - | - | - | - | - | - |
| ---- | ---- | - | - | - | - | - | - | - |
| 109  | 97   | - | - | - | - | - | - | - |

## Pour approfondir